# Discocytis californica
Discocytis californica är en mossdjursart som beskrevs av Osburn 1953. Discocytis californica ingår i släktet Discocytis och familjen Cytididae. Inga underarter finns listade i Catalogue of Life.